# Forerie-chapelle de la manufacture d'Indret
La forerie-chapelle de la manufacture d'Indret est un monument historique situé à Indre, dans le département français du Loire-Atlantique.

## Historique
Les bâtiments font l'objet d'une inscription au titre des monuments historiques depuis le 21 novembre 2022.